# Боровков, Виктор Дмитриевич
Ви́ктор Дми́триевич Боровко́в (28 марта 1916, Шуя, Владимирская губерния — 4 августа 1995, Елец, Липецкая область) — командир авиационной эскадрильи гвардейского истребительного авиационного полка, участник высокоширотной арктической воздушной экспедиции «Север-2», гвардии капитан,Герой Советского Союза,.

## Биография
Родился 28 марта 1916 года в городе Шуе (ныне — Ивановской области) в семье рабочего. Русский. Член ВКП(б) с 1944 года. Окончил 7 классов, школу фабрично-заводского ученичества, работал слесарем на фабрике в родном городе. В 1936 году окончил рабфак энергетического института в городе Иваново, и одновременно Ивановский аэроклуб.
В марте 1936 года Ивановским областным военкоматом был призван в Красную Армию и направлен в авиационное училище. В 1939 году окончил Тамбовское лётное училище гражданского воздушного флота. Получил назначение в город Ташкент, работал пилотом на гражданских авиалиниях в Средней Азии. В 1940 году окончил Конотопскую военную авиационную школе пилотов.
В первые годы Великой Отечественной войны готовил в лётных школах кадры лётчиков-истребителей. С 1943 года в составе 1-й перегоночной авиационной дивизии Гражданского Воздушного Флота перегонял по трассе «Алсиб» американские самолёты, поставлявшиеся по ленд-лизу. Двухлетняя работа лётчика в трудных условиях Севера отмечена орденами Отечественной войны 1-й степени и Красной Звезды.
После Победы продолжал службу в авиационных частях. За успехи в обучении молодого поколения лётчиков и освоении новой боевой техники награждается вторым орденом Красной Звезды. Весной 1948 года принимал участие в высокоширотной экспедиции «Север-2».
В составе группы из трёх истребителей Ла-11 выполнил перелёт Москва — мыс Шмидта (на Чукотке), через населенные пункты Дальнего Востока, дальностью 8500 километров. Испытывая самолёт Ла-11 в условиях Крайнего Севера налетал 50 часов. Впервые в истории авиации на одноместном истребителе летал надо льдами Северного Ледовитого океана, удаляясь от берега на расстояния свыше 12000 км[уточнить]. Дважды выполнял посадки на ледовый аэродром, расположенный на 82 градусе 15 минутах северной широты.
В марте 1949 года гвардии капитан Боровков был представлен к присвоению звания Герой Советского Союза. В наградном листе начальник военной группы высокоширотной арктической воздушной экспедиции «Север-2» гвардии полковник Н. Г. Серебряков отмечал: «Самолёт посадочных лыж не имел и посадки производились на колёса. Всё это было произведено мастерски, так как посадочные площадки были крайне ограничены и заснежены. Условия полёта проходили в тяжёлых метеорологических условиях Арктики. Для выполнения таких заданий необходимо проявление мужества и отваги».
Указом Президиума Верховного Совета СССР от 6 декабря 1949 года за отвагу и мужество, проявленные при выполнении воинского долга, а также за освоение новой военной техники гвардии капитану Боровкову Виктору Дмитриевичу присвоено звание Героя Советского Союза с вручением ордена Ленина и медали «Золотая Звезда» (№ 6616).
Лётчик-истребитель Боровков продолжил службу в военной авиации. В 1950—1951 годах принимал участие в боевых действиях в Корее в составе 28-го истребительного авиационного полка 151-й гвардейской истребительной авиационной дивизии. Командир эскадрильи майор Боровков в воздушных боях одержал одну победу. Был награждён двумя орденами Красного Знамени.
В 1958 году полковник Боровков по состоянию здоровья ушёл в запас. Жил городе Елец Липецкой области.
Скончался 4 августа 1995 года.

## Награды
- Награждён орденом Ленина, двумя орденами Красного Знамени, двумя орденами Отечественной войны 1-й степени, тремя орденами Красной Звезды, медалями.
- Почётный гражданин города Шуя.

## Память
- Его имя увековечено на стеле шуян — Героев Советского Союза, установленной на воинском мемориале на Троицком кладбище города Шуя.
- Мемориальная доска в память о Боровкове установлена Российским военно-историческим обществом на школе № 2 города Шуя, где он учился.